# Jurgis Šaulys
 (décembre 2023).
Si vous disposez d'ouvrages ou d'articles de référence ou si vous connaissez des sites web de qualité traitant du thème abordé ici, merci de compléter l'article en donnant les références utiles à sa vérifiabilité et en les liant à la section « Notes et références ».
Jurgis Šaulys est un homme politique et économiste lituanien né le 5 mai 1879 à Balsėnai, dans la municipalité de Klaipėda, et mort le 18 octobre 1948 à Lugano, en Suisse. En février 1918, il est l'un des vingt signataires de la déclaration d'indépendance de la Lituanie.

## Biographie
Contributeur au mouvement des Knygnešiai (en), il participe à la fondation du Parti démocrate lituanien (en) en 1902. Après une carrière diplomatique durant l'entre-deux-guerres, il s'installe en Suisse à la suite de l'invasion de la Pologne, en 1939, et meurt en exil à Lugano quelques années après la fin de la Seconde Guerre mondiale.
Il épouse la chanteuse d'opéra italienne Mafalda Salvatini (en) en 1933.